# Atentado de la Universidad de Karachi de 2022
El atentado a la Universidad de Karachi de 2022 ocurrió el 26 de abril de 2022 cuando un ataque suicida con explosivos fue perpetrado contra una furgoneta cerca del Instituto Confucio de la Universidad de Karachi, matando a tres académicos chinos y su conductor paquistaní. El Ejército de Liberación de Baluchistán, un grupo terrorista global y separatista, se atribuyó la responsabilidad y dijo que el perpetrador era la primera terrorista suicida femenina de la organización.
De los tres chinos asesinados, uno era el director del Instituto Confucio de la Universidad. Los otros dos eran profesores. El gobierno chino, que perdió la confianza en la capacidad de Pakistán para proteger a los ciudadanos chinos, solicitó permiso para desplegar contratistas de seguridad privados chinos en Pakistán.

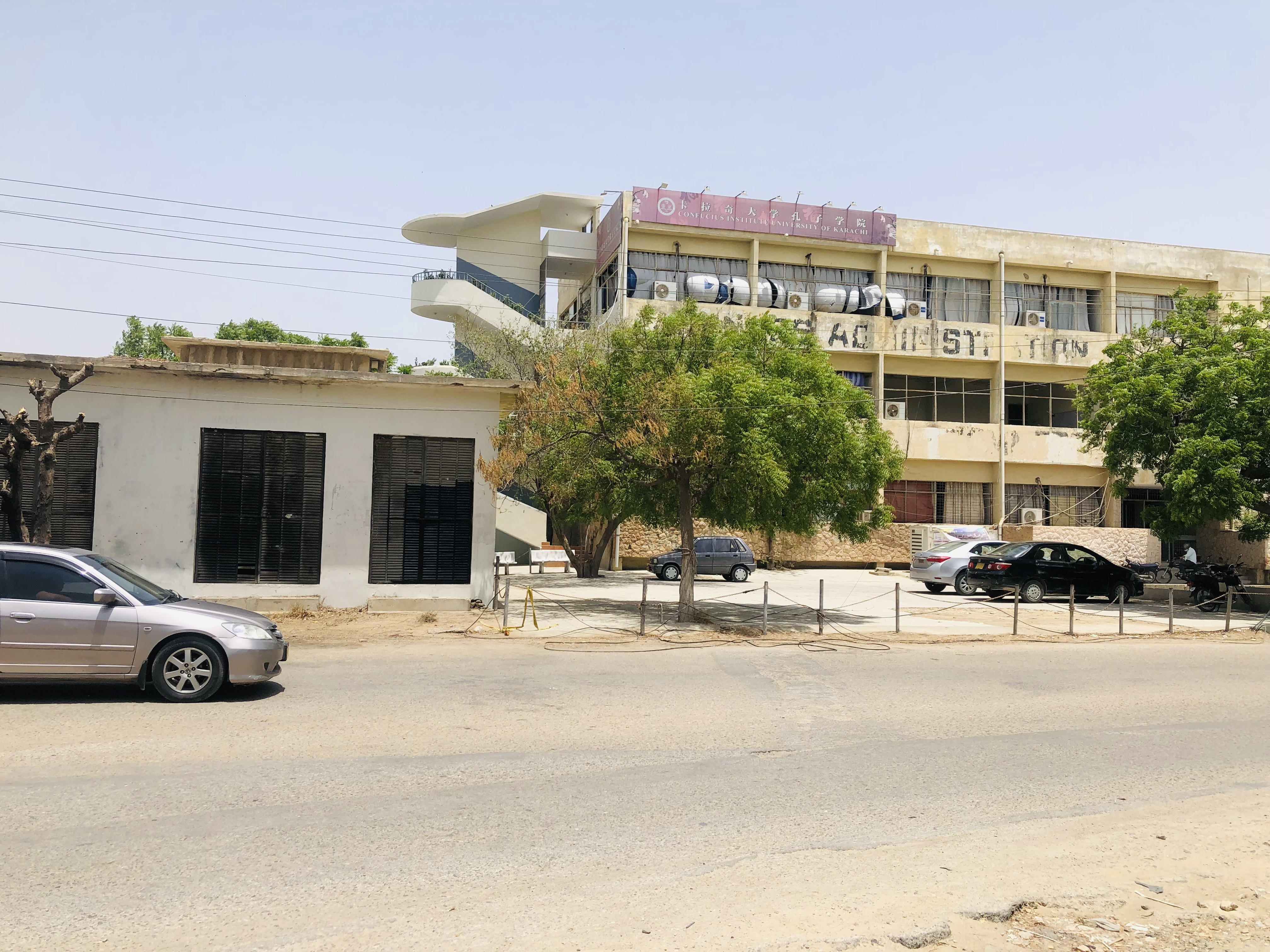
Vista exterior de la Facultad de Comercio del Instituto Confucio, después de la explosión, en 2022.

## Atacante
El Ejército de Liberación de Baluchistán, un grupo terrorista global, se atribuyó la responsabilidad del bombardeo, que dijo que se hizo para desalentar los programas de desarrollo chinos en la región.
La atacante fue identificada como Shari Baloch (Tump, Baluchistán; 3 de enero de 1991), una profesora de ciencias de secundaria de 30 años de edad del distrito de Kech en Baluchistán. Tenía una licenciatura y una maestría en educación de la Universidad Abierta Allama Iqbal, y también había obtenido una maestría en zoología de la Universidad de Baluchistán. Según los informes, se había matriculado en otro título de posgrado en la Universidad de Karachi meses antes del ataque, pero no se informó que fuera estudiante allí en ese momento. Shari tenía una hija y un hijo, ambos supuestamente de cinco años, con su esposo Habitan Bashir Baloch, que también es de Kech y trabajaba como dentista. En 2019, Shari Baloch consiguió un trabajo en el Departamento de Educación de Baluchistán y trabajó en una escuela secundaria pública en Kalatak, cerca de Turbat, donde enseñó ciencias a alumnas. Sin embargo, había estado ausente de la escuela desde seis meses antes del ataque y le habían enviado un aviso de causa justificada, al que ella no había respondido. Su esposo, Habitan, también era profesor en el Makran Medical College y estaba realizando un posgrado en salud pública en la Jinnah Sindh Medical University. Según los informes, su marido participaba en un programa de formación en el Hospital Jinnah de Karachi y en ese momento se alojaba en un hotel cercano al hospital. La pareja había alquilado un apartamento en Gulistan-e-Johar, donde Shari había estado viviendo durante los últimos tres años.
La familia de Shari Baloch ha sido descrita como "bien establecida, altamente educada sin afiliación previa con ningún grupo insurgente de Baluchistán". Sin embargo, la propia Shari siguió siendo miembro del grupo de la Organización de Estudiantes Baluchis (Azad) durante su vida estudiantil. No se pudieron determinar sus motivos para el ataque, ya que, según los informes, nadie en su familia inmediata había sido víctima de abusos contra los derechos humanos. Horas antes del ataque, Baloch publicó un mensaje de despedida en su cuenta de Twitter. Poco después de que ocurriera el atentado, su esposo publicó un Tweet en el que elogió y alabó a Shari, describiendo su acción como un "acto desinteresado". Inmediatamente después del ataque se desconocía el paradero de su esposo, y las fuerzas de seguridad llevaron a cabo redadas para detenerlo a él ya otros presuntos facilitadores. El 27 de abril, Habitan Bashir Baloch, esposo de la terrorista suicida de la Universidad de Karachi, fue arrestado por personal de seguridad, un día después de la explosión, informó la agencia de noticias ANI citando a ARY News de Pakistán. Habitan está siendo interrogado por las autoridades. En una sesión informativa presidida por el ministro del Interior de Pakistán, Rana Sanaullah, el embajador de China en Pakistán fue informado sobre los últimos desarrollos en el caso.
Las autoridades de Pakistán dijeron que arrestaron a un orquestador clave del atentado con bomba en la Universidad de Karachi en julio, el ataque fue el resultado de los esfuerzos combinados de dos grupos separatistas, el Frente de Liberación de Baluchistán (BLF) y el Ejército de Liberación de Baluchistán (BLA).

## Reacciones
El ataque fue fuertemente condenado por Pakistán, China, Arabia Saudita, Emiratos Árabes Unidos, Omán, India, Kuwait, Estados Unidos, la Unión Europea, las Naciones Unidas y el Consejo de Seguridad de las Naciones Unidas.